# Maison de Tanasko Rajić à Stragari
La maison de Tanasko Rajić à Stragari (en serbe cyrillique : Кућа Танаска Рајића у Страгарима ; en serbe latin : Kuća Tanaska Rajića u Stragarima) se trouve à Stragari, sur le territoire de la ville de Kragujevac et dans le district de Šumadija, en Serbie. Elle est inscrite sur la liste des monuments culturels protégés de la république de Serbie (identifiant no SK 1069).

## Présentation

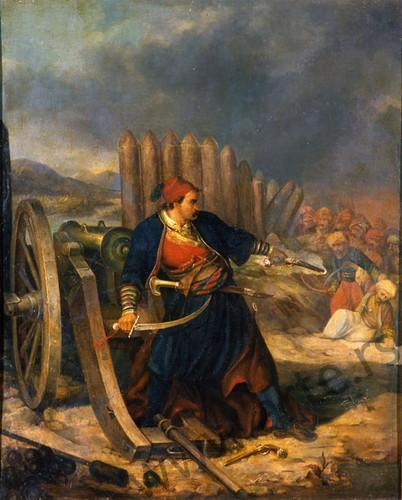
Tanasko Rajić par Rihard Puhta, 1862.

La maison a été déplacée à quelques mètres de son emplacement d'origine. Elle a été construite en bois à la fin du XVIIIe siècle ou au début du XIXe siècle.
Les fondations du bâtiment sont en pierres, avec un sous-sol qui s'étend sous la moitié de l'édifice. Au rez-de-chaussée se trouvent les pièces où vivent les habitants et une pièce pour les hôtes. Toutes les caractéristiques d'origine de la maison sont conservées : les fenêtres, les portes, les plafonds et les portes de la cave.
Tanasko Rajić, un combattant du Premier et du Second soulèvement serbe contre les Ottomans, est né et a vécu dans cette maison.